# Rugby a 15 nel 1933

## Attività Internazionale

### Tornei per nazioni
|  | Home Championship | Scozia |

### I tour
- L'Australia si reca in tour in Sud Africa e disputa 5 Test match contro gli Springboks di cui 2 vinti, oltre due facili successi con la Rhodesia

### Altri test
| Arbitro: | Leopold Mailhan |

|                                                                                  |           |                           |
| mete: Coderc de Malherbe 2, Duhau Finat 3, Raynaud 2 trasf.: Duhau 4 c.p.: Duhau | Marcatori | mete: 3 trasf.: 2 Drop: 1 |

| Wilrijk 26 marzo 1933 | Paesi Bassi | 14 – 5 | Belgio |  |

| Bruxelles 7 maggio 1933 | Belgio | 13 – 17 | Francia del Nord |  |

| Düsseldorf 3 dicembre 1933 | Germania | 23 – 0 | Paesi Bassi |  |

## La Nazionale Italiana
Dopo tre anni senza test internazionali, un doppio test contro la Cecoslovacchia per gli "azzurri", dopo che è stata ricostituita la federazione il 10 ottobre 1932 (con il nome di "Federazione Italiana Palla Ovale"). Allenatore della nazionale è Luigi Bricchi.
| Arbitro: | Leopold Mailhan |

|                                   |           |                |
| 29' drop Maffioli 79' m. Maffioli | Marcatori | 66'm. Kubricht |

| Arbitro: | Barker |

|              |           |                                                     |
| 12' m. Dousa | Marcatori | 9' m. Campagna 35' e 50' m. Aymonod 78' m. Maffioli |

## I Barbarians
Nel 1933 la squadra ad inviti dei Barbarians ha disputato i seguenti incontri:
| Northampton 30 marzo 1933 | East Midlands | 11 – 30 | Barbarians |  |

| Penarth 14 aprile 1933 | Penarth RFC | 7 – 24 | Barbarians |  |

| Cardiff 15 aprile 1933 | Cardiff RFC | 13 – 17 | Barbarians | Arms Park |

| Swansea 17 aprile 1933 | Swansea RFC | 7 – 20 | Barbarians | (Saint Helen's) |

| Newport 18 aprile 1933 | Newport RFC | 9 – 21 | Barbarians | (Rodney Parade) |

| Newport 12 ottobre 1933 | Newport & District | 10 – 16 | Barbarians | (Rodney Parade) |

| Leicester 27 dicembre 1933 | Leicester Tigers | 21 – 10 | Barbarians | (Welford Road) |

## Campionati nazionali
| Argentina            | Camp. di Buenos Aires    | CASI           |
| Nuovo Galles del Sud | Shute Shield             | Mainly         |
| Francia              | Campionato 1932-33       | Lyon OU        |
|                      | Challenge Yves du Manoir | Lyon OU        |
| Italia               | Campionato 1932-33       | Amatori Milano |
| Sudafrica            | Currie Cup:              | non disputata  |
| Romania              | Campionato 1932-33       | PTT Bucarest   |
| Spagna               | Copa del Rey             | UE Santboiana  |